# Zoff in der Hoover-Academy
Zoff in der Hoover-Academy ist eine US-amerikanische Filmkomödie aus dem Jahr 1984.

## Handlung
Palmer Woodrow ist der Sohn eines reichen Ehepaares, welches gerade auf Reisen ist. Da er es immer wieder versäumt, seinen Collegeabschluss zu machen, wird er aus der Ferne informiert, dass ihm jede finanzielle Unterstützung in Zukunft versagt wird, sollte er nicht endlich seine akademische Ausbildung erfolgreich abschließen. Da kommt ihm der hochverschuldete Eddie Keaton gerade recht. Da dieser vor dem Kredithai Dice auf der Flucht ist, engagiert Woodrow Eddie für 10.000 US-Dollar und einen Porsche, damit er für ihn den Abschluss macht, während er selbst in Europa auf Skiurlaub ist. Nach mehreren Turbulenzen und Verwechslungen bekennt sich Eddie am Ende zu dem Betrug und gewinnt dadurch das Herz der wohlhabenden Tracey Hoover.

## Kritik
„Müder Versuch, durch dauernde Verwechslungskomik zu unterhalten, was nach 30 Minuten aber als gescheitert angesehen werden muß.“

## Hintergrund
Ursprünglich sollte Jim Carrey die Rolle des Eddie Keaton übernehmen. Er wurde damals von der Castingdirektorin Julie Seltzer und dem Produzenten Richard Kraft während eines Auftritts in einem Comedyclub entdeckt. Ursprünglich war auch Danny Elfman als Komponist vorgesehen.
Der Film startete am 18. Mai 1984 in den US-Kinos und spielte über 4 Mio. US-Dollar ein. In Deutschland ist der Film seit dem 12. Dezember 1986 auf VHS erhältlich.